# Kévin Sireau
Kévin René Michel Sireau (nascido em 18 de abril de 1987) é um ciclista profissional francês, especialista em pista. Duplo medalhista nos Jogos Olímpicos, também conquistou nove medalhas em Campeonatos Mundiais de ciclismo em pista.